# Saint-Quentin-sur-Indrois
Saint-Quentin-sur-Indrois là một xã của tỉnh Indre-et-Loire, thuộc vùng Centre-Val de Loire, miền trung nước Pháp.